# Liolaemus cuyanus
Liolaemus cuyanus är en ödleart som beskrevs av  José Miguel Cei och SCOLARO 1980. Liolaemus cuyanus ingår i släktet Liolaemus och familjen Tropiduridae. Inga underarter finns listade i Catalogue of Life.